# Prosaptia idenbergensis
Prosaptia idenbergensis är en stensöteväxtart som beskrevs av Barbara S. Parris. Prosaptia idenbergensis ingår i släktet Prosaptia och familjen Polypodiaceae. Inga underarter finns listade.